# Зеленська сільська рада (Надвірнянський район)
| Зеленська сільська рада — орган місцевого самоврядування у Надвірнянському районі Івано-Франківської області з адміністративним центром у с. Зелена. Історична дата утворення: в 1939 році. Водоймища на території, підпорядкованій даній раді: річка Бистриця. Сільській раді підпорядковані населені пункти: - с. Зелена — населення 2 328 ос.; площа 4,530 км² - с. Максимець — населення 878 ос.; площа 29,500 км² - с. Черник — населення 1 059 ос.; площа 398 км² |

## Склад ради
Рада складається з 22 депутатів та голови.

### Керівний склад ради
| ПІБ                      | Основні відомості                                            | Дата обрання | Дата звільнення |
| ------------------------ | ------------------------------------------------------------ | ------------ | --------------- |
| Іван Миколайович Сіщук   | Сільський голова, 1964 року народження, освіта, безпартійний | 26.03.2006   | 31.10.2010      |
| Віталій Михайлович Хопта | Сільський голова                                             | 31.10.2010   |                 |

Примітка: таблиця складена за даними джерела